# Massimo Rugge
Massimo Rugge (Lecce, 18 maggio 1949) è un patologo e oncologo italiano, già membro del Consiglio superiore di sanità.

## Biografia
Dopo la laurea in medicina all'Università degli Studi di Padova, si specializza in oncologia e anatomia patologica presso lo stesso ateneo. Dal 1977 intraprende la carriera accademica e nel 2000 diviene professore ordinario di Anatomia patologica presso l'Università degli Studi di Padova, dove ha insegnato fino al 2019. Ha presieduto il corso di laurea magistrale in Scienze delle Professioni Sanitarie Tecniche Diagnostiche. È professore onorario della Università degli Studi di Padova.
Dal 1998 è adjunct professor di medicina presso il Baylor College of Medicine di Houston in Texas.
Nel 2017 è stato nominato professore onorario di medicina presso l'Università Riccardo Palma di Lima, in Perù.
Nel 2018 l’Università San Martin de Porres di Lima gli ha conferito la laurea honoris causa in medicina e il titolo di professore onorario di anatomia patologica.
Dal 2015 al 2019 ha presieduto il Collegio dei Professori Universitari Italiani di Anatomia Patologica.
Ha collaborato come esperto della Organizzazione Mondiale della Sanità alle edizioni del 2001 e del 2010 della pubblicazione Digestive System Tumors e, nel 2019, è tra gli editor della stessa pubblicazione.
È membro di numerose società e associazioni scientifiche italiane e internazionali, tra cui: l'Associazione Italiana dei Patologi dell'Apparato Digerente (GIPAD), di cui è stato fondatore; la Società Italiana di Anatomia Patologica (SIAPEC); la Società Italiana di Gastroenterologia (SIGE); la Società Italiana dei Gastroenterologi Ospedalieri (AIGO); l'American Association for Cancer Research (AACR); l'American College of Gastroenterology (ACG), di cui è stato Italian Governor dal 2003 al 2005; l'International and Japanese Gastric Cancer Association.
È autore di oltre 650 pubblicazioni su riviste internazionali accreditate da peer review.

## Altri incarichi dirigenziali
Già direttore dell'istituto di anatomia patologica dell'Università degli Studi di Padova, è divenuto dapprima direttore responsabile del registro tumori della Regione Veneto e, successivamente, nel 2019, è stato eletto presidente dell'Associazione italiana registri tumori.
È presidente del Comitato di Bioetica per la Regione Veneto.